# Eremiaphila voltaensis
Eremiaphila voltaensis är en art av bönsyrsor som beskrevs av den svenska entomologen Yngve Sjöstedt 1930. Den ingår i släktet Eremiaphila och familjen Eremiaphilidae. Inga underarter finns listade i Catalogue of Life.